# Addicted (曲)
「Addicted」（アディクティド）は、松浦亜弥のデジタル・シングル。2022年11月25日発売。発売元はワーナーミュージックジャパン。

## 概要
松浦にとって13年ぶりとなるシングル。夫の橘慶太が作詞作曲プロデュースを務め、2016年頃には完成していたものの長らく未発表になっていた。リリースと同時に橘のYouTubeチャンネルでリリックビデオも公開された。

## 収録曲
| #  | タイトル     | 作詞   | 作曲   | 編曲   | 時間 |
| -- | ------------ | ------ | ------ | ------ | ---- |
| 1. | 「Addicted」 | 橘慶太 | 橘慶太 | 橘慶太 | 5:50 |